# Вілальба
Вілальба (гал. Vilalba, ісп. Villalba) — муніципалітет в Іспанії, у складі автономної спільноти Галісія, у провінції Луго. Населення — 15 437 осіб (2009).

## Географія
Муніципалітет розташований на відстані близько 460 км на північний захід від Мадрида, 33 км на північ від Луго.

## Демографія
Динаміка населення (INE ):

## Парафії
Муніципалітет складається з таких парафій: 
1. Альба
2. Арболь
3. Белесар
4. Бойсан
5. Карбальїдо
6. Кодесідо
7. Корвельє
8. Дістріс
9. Гойріс
10. Гондаїске
11. Інсуа
12. Ладра
13. Сан-Мартіньйо-де-Лансос
14. Сан-Сальвадор-де-Лансос
15. Моуренсе
16. Нете
17. Ноче
18. Олейрос
19. Ріоавесо
20. Роман
21. Самаруго
22. Сан-Сімон-да-Коста
23. Санковаде
24. Сантабалья
25. Соешо
26. Тардаде
27. А-Торре
28. Вілальба
29. Вілапедре
30. Шойбан

## Релігія
Вілальба входить до складу Лугоської діоцезії Католицької церкви.

## Персоналії
- Антоніо-Марія Роуко-Валера — кардинал, архієпископ Мадридський.

## Галерея

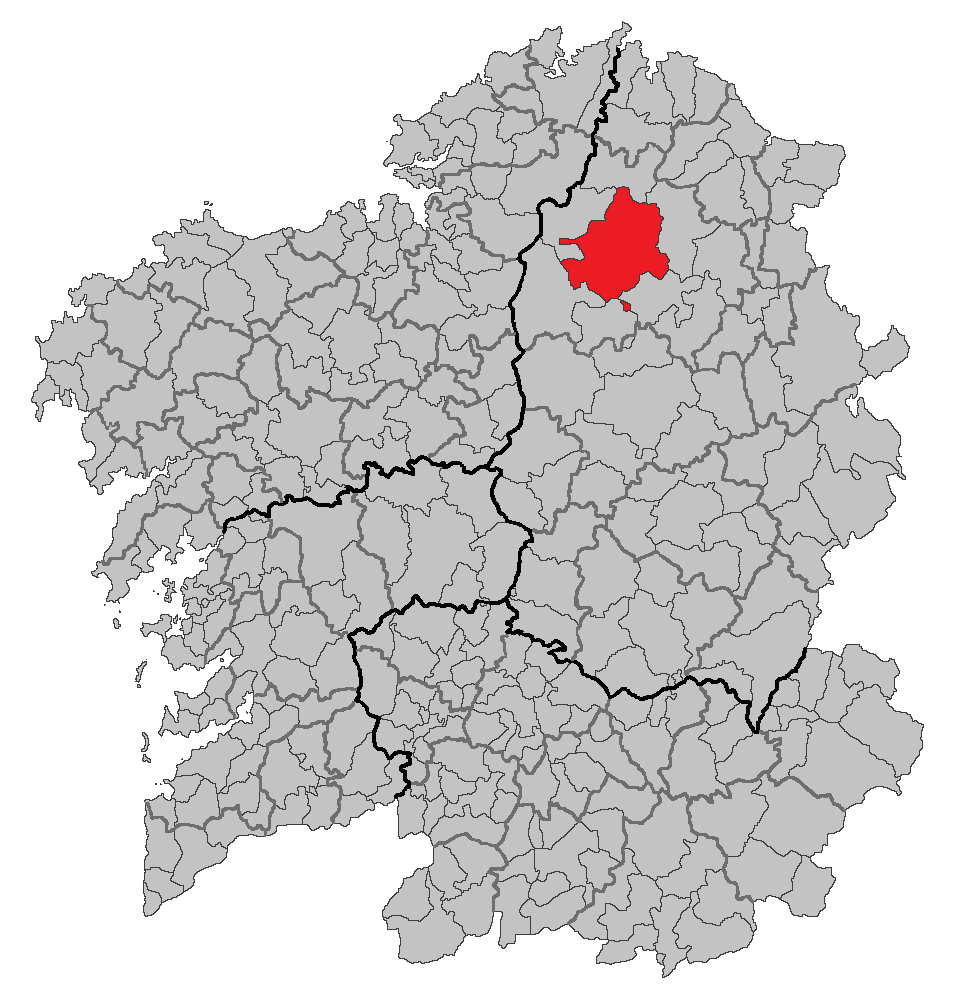
Розташування муніципалітету